# 科波利
科波利（Khopoli），是印度马哈拉施特拉邦賴加德縣的一个城镇。总人口58657（2001年）。

## 人口
该地2001年总人口58657人，其中男性31321人，女性27336人；0—6岁人口7539人，其中男3917人，女3622人；识字率74.40%，其中男性为79.85%，女性为68.16%。